# Hvirvelkammerindsprøjtning
Hvirvelkammerindsprøjtning var til og med 1990'erne et meget udbredt indsprøjtningsprincip for dieselmotorer. I dag er det stort set fortrængt af commonrail og kommer kun til indsats i små motorer (nødstrømsaggregater, havetraktorer, marinemotorer etc.).

## Beskrivelse
Dieselmotorer som arbejder efter hvirvelkammerprincippet er udstyret med et kugle- eller valseformet hvirvelkammer, som er forbundet med forbrændingskammeret ved hjælp af en tangentielt udmundet kanal. Brændstoffet sprøjes dermed indirekte ind i forbrændingskammeret i modsætning til commonrail-motorer.
Under kompressionen presses luft fra forbrændingskammeret ind i hvirvelkammeret gennem kanalen og sættes som følge af dennes tangentielle udformning i stærk rotation. Brændstoffet sprøjtes herefter i luftens retning ind i hvirvelkammeret. Som følge af centrifugaleffekten opstår der en fed blanding i hvirvelkammeret, hvorimod der ikke sætter sig brændstof på kammervæggene. Dette danner en god brændstof/luft-blanding.
Ved forbrændingens start katapulteres blandingen i forbrændingskammeret gennem den tangentielt udformede kanal, hvor den blandes med den øvrige luft og forbrændes endegyldigt.
Denne blanding kan gøres bedre ved hjælp af en egnet udformning af kolben, som understøtter luftforhvirvelningen og dermed gennemblandingen.

## Fordele og ulemper
I forhold til forkammerprincippet er strømningstabet mindre og virkningsgraden større. Derudover forbedres gennemblandingen og dermed også forbrændingen under forhvirvelningen, hvilket sammen med den større kanalflade også ved højere omdrejningstal (over 5000 omdr./min.) giver passende effekt, drejningsmoment og virkningsgrad. Brændstoffet sprøjtes delvist ind i det oven over indsprøjtningsdysen placerede hvirvelkammer. Hvirvelkammerets arbejdstemperatur er tilstrækkeligt høj til, at brændstoffet fordamper hurtigt. Hvirvelkammerets kugleformede udformning sørger for en passende blanding af brændstof og forbrændingsluft samt en meget høj strømningshastighed.
På grund af hvirvelkammerets kugleformede udformning kan det opvarmes hurtigt efter en koldstart. Derved kan tændingstiden også reduceres, hvilket kan bemærkes på udstødningsforholdene som også er gode uden brug af hjælpemidler.
Hvirvelkammerindsprøjtningen udmærker sig ved en meget blød forbrænding, som foregår sideløbende med en forholdsvis lav motorstøj. I 1990'erne holdt nogle personbilsfabrikanter relativt længe fast i hvirvelkammerprincippet, da det på dette tidspunkt gav det bedste kompromis i forhold til støjudvikling, udstødning og brændstofforbrug og det vil blive uforholdsmæssigt dyrt at tilpasse en motor med direkte indsprøjtning til disse forhold.
Forbrændingsprincippet gør hvirvelkammermotoren egnet til flest forskellige brændstoffer. Derfor er flerstofmotorer ofte lavet som for- eller hvirvelkammermotorer.
Ulempen ved denne totrins forbrænding er hvirvelkammerets store køleflade, som hurtigt afkøler den komprimerede luft. Derfor kan sådanne motorer selv i varm tilstand ofte ikke startes uden ekstra opvarmning; til koldstart er gløderør hyppigt brugt i hvirvelkammermotorer. Disses eventuelle driftsstop kan kun kompenseres ved at slæbe køretøjet i gang. Mere alvorligt, specielt for store lastbiler og busser er dog strømningstabet, som ved høje omdrejningstal i forhold til en motor med direkte indsprøjtning forøger brændstofforbruget med op til 30% og sænker drejningsmomentet med ca. samme procentsats. Dog opnår en hvirvelkammermotor sin maksimale effekt ved højere omdrejningstal, hvorved den absolutte effektfordel kun andrager ca. 16%.
Hvirvelkammerets store overflade samt strømningstabet som følge af forbrændingskammerets todeling har en negativ indflydelse på brændstofforbruget, som afhængigt af omdrejningstal og last kan være 5 til 30 procent højere end ved en sammenlignelig dieselmotor med direkte indsprøjtning.